# Rüschegg
Rüschegg är en kommun i distriktet Bern-Mittelland i kantonen Bern, Schweiz. Kommunen har 1 727 invånare (2023).
Kommunen har ingen centralort. Kommunens större byar är Rüschegg-Heubach, Rüschegg-Gambach, Rüschegg-Hirschhorn och Rüschegg-Graben. Kommunens förvaltning ligger i Hirschhorn.